# Тета-тау-парадокс
Тета-тау-парадокс — парадокс физики элементарных частиц, наглядно демонстрирующий нарушение закона сохранения пространственной чётности при слабом взаимодействии. В 1954—1956 годах было обнаружено, что два странных мезона {\displaystyle \Theta ^{+}} и {\displaystyle \tau ^{+}} обладают разными схемами распада: {\displaystyle \Theta ^{+}\rightarrow \pi ^{+}+\pi ^{0}}, {\displaystyle \tau ^{+}\rightarrow \pi ^{+}+\pi ^{+}+\pi ^{-}}, но имеют одинаковые прочие свойства. Пространственная чётность {\displaystyle \eta (\Theta ^{+})=+1}, а {\displaystyle \eta (\tau ^{+})=-1}. Для решения тета-тау-парадокса Ли и Янг в 1956 г. высказали гипотезу о несохранении пространственной чётности в процессах, обусловленных слабым взаимодействием. Тогда мезоны {\displaystyle \Theta ^{+}} и {\displaystyle \tau ^{+}} можно считать одной частицей — каоном {\displaystyle K^{+}} с отрицательной чётностью {\displaystyle \eta (K^{+})=-1}. Заряженный каон распадается по двум каналам — с сохранением и несохранением пространственной чётности.